# 金城女学校
金城女学校（きんじょうじょがっこう）は、1889年（明治22年）に合衆国長老教会の宣教団体南長老ミッションの宣教師によって、現在の愛知県名古屋市に設立されたキリスト教主義学校。

## 沿革
- 1889年 - アニー・E・ランドルフ宣教師が、R.E.マカルピン博士の協力を得て名古屋区下堅杉町に女子専門冀望館を創立
- 1890年 - 校名を私立金城女学校と改称
- 1900年 - 東区白壁町の現高等学校校地に校舎を移転。
- 1927年 - 財団法人金城女学校を設立するとともに、専門学校令による金城女子専門学校（現在の金城学院大学）を開校。
- 1929年 - 金城女学校を金城女子専門学校付属高等女学部と改称。
- 1936年 - 榮光館講堂が落成。
- 1948年 - 学制改革に伴い、金城学院中学校を開校。
- 1949年 - 金城学院高等学校を設置。
- 1951年 - 学校法人金城学院に組織変更。以降については金城学院中学校・高等学校を参照。
- 1998年 - 榮光館講堂が国の登録有形文化財（建造物）に登録される[1]）。

## 主な出来事
- 1908年（明治41年）6月1日、地久節の式典で君が代の代わりに讃美歌が歌われた。これについては不敬であるとして問題視された[2]。